# Zopfiaceae
Zopfiaceae is een familie van de  Ascomyceten. Het typegeslacht is Zopfia. De soorten uit deze familie hebben een wereldwijd verspreidingsgebied.

## Geslachten
Volgens Index Fungorum telt de familie zeven geslachten:
- Celtidia
- Coronopapilla
- Pontoporeia
- Rechingeriella
- Richonia
- Zopfia
- Zopfiofoveola